# New West End Synagogue
Ne doit pas être confondu avec West London Synagogue.
La New West End Synagogue, située à Bayswater, à Londres, est l’une des plus anciennes synagogues du Royaume-Uni encore en activité. Elle est l'une des deux synagogues qui ont été reconnus comme monuments classés de Grade I par le gouvernement britannique, et a été décrite par Historic England comme « le témoignage architectural le plus symbolique de l'architecture anglo-juive ». Elle peut accueillir environ 800 personnes. La communauté est membre de l'United Synagogue.

## Histoire
Conçue par George Audsley d'Ecosse en collaboration avec Nathan S. Joseph, sa première pierre a été posée le 7 juin 1877 par Léopold de Rothschild en présence du grand rabbin, M. Nathan Marcus Adler, et le bâtiment a été officiellement inauguré le 30 mars 1879.
Chaim Weizmann, le premier président de l'État d'Israël, et Herbert Samuel, haut-commissaire britannique à la Palestine pendant le mandat britannique, étaient tous deux membres de la synagogue. Leurs sièges sont marqués de plaques. Le premier rabbin de la synagogue était Simeon Singer, qui a traduit et édité le livre de prière quotidien autorisé, toujours utilisé dans les synagogues orthodoxes de Grande-Bretagne.
Le rabbin le plus connu de la New West End Synagogue est peut-être Louis Jacobs, dont les liens avec la synagogue ont été rompus dans ce que l’on appelle désormais l’affaire Jacobs, qui ont ensuite conduit à la fondation du mouvement Massorti.
En août 2007, la New West End Synagogue a été déclarée monument national.

## Communauté
La synagogue New West End fait partie de United Synagogue (orthodoxe) et dessert les communautés juives de Bayswater, Notting Hill, Kensington, Hammersmith et West London. Ouverte en 1879, elle a connu ces dernières années une renaissance commune majeure sous la direction du rabbin Geoffrey Shisler et de son épouse Anne. Le rabbin Moshe Freedman a été nommé ministre principal de la communauté en 2015 et les services sont dirigés par Cantor Yohel Heller depuis 2018.

## Architecture

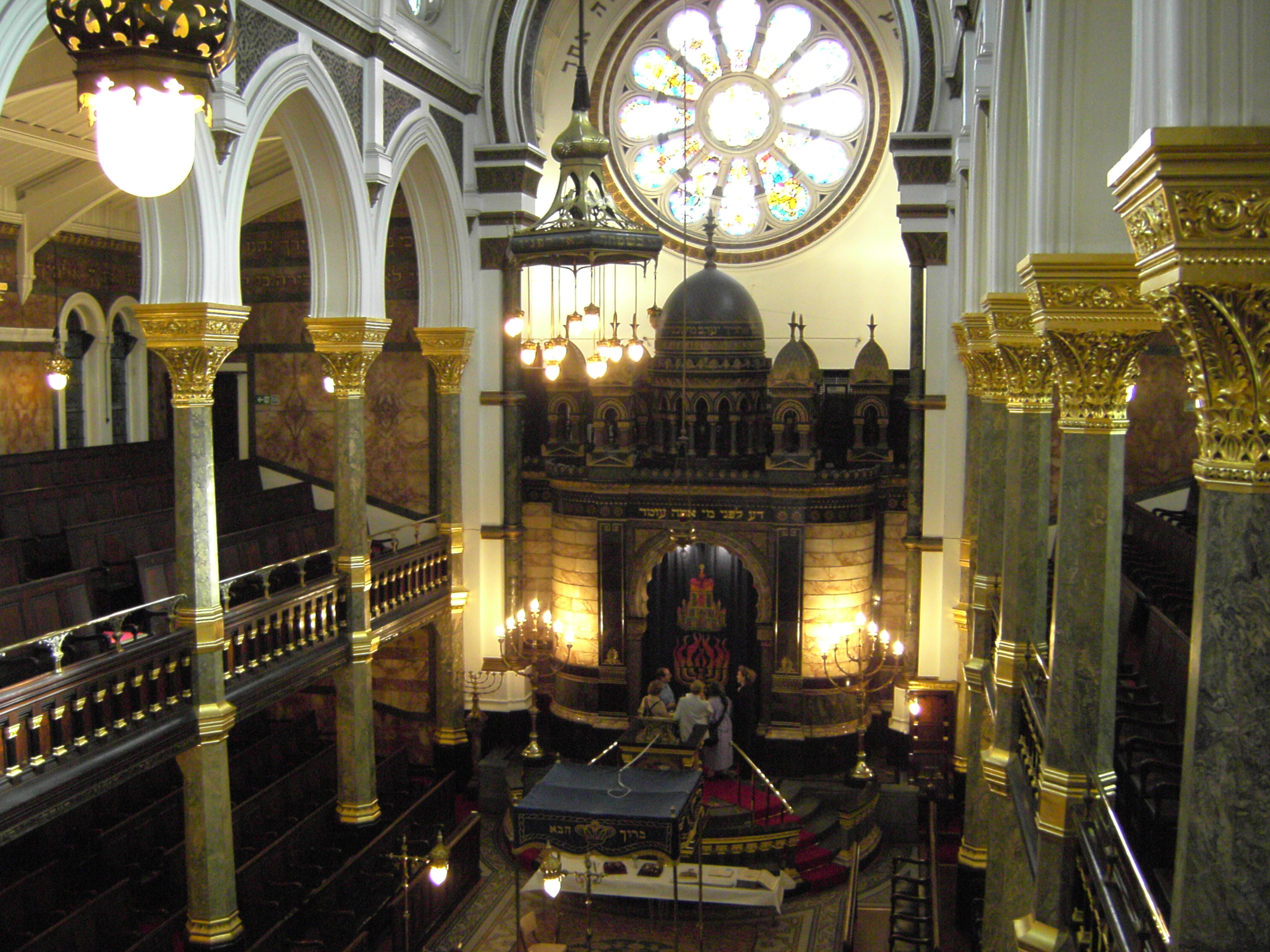
Intérieur

Le bâtiment a été conçu par George Ashdown Audsley et William James Audsley de Liverpool. Leur production était principalement des églises protestantes, mais ce projet et celui de la vieille congrégation hébraïque sur Prince's Road à Liverpool étaient deux exceptions.
Les Audsleys aimaient particulièrement les ornements historiques de différentes sources. Leurs églises étaient de style néo-gothique victorien, mais leurs bâtiments séculaires et leurs synagogues pouvaient comporter des éléments d'architecture égyptienne, grecque, sarrasine et hindoue.
La splendide arche de la Torah est particulièrement remarquable. Conçue par Joseph, elle ressemble beaucoup à l'arche qu'il a conçue pour la synagogue de Garnethill à Glasgow, et Écosse. Les deux arches sont surélevées sur des plates-formes, approchées par une série de marches circulaires en marbre, et font saillie dans la salle sous la forme d'un bâtiment à multiples dômes et arches.

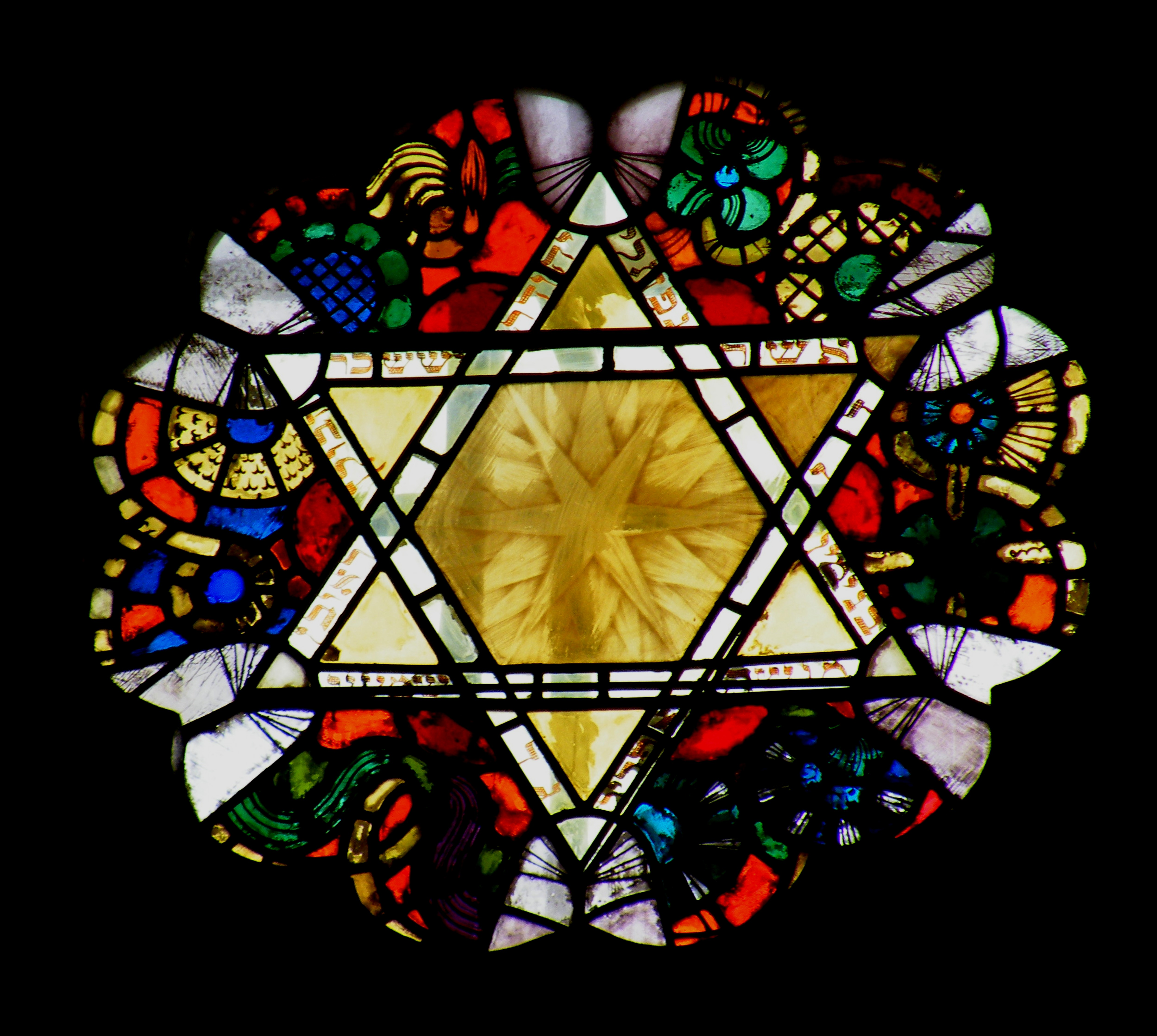
Rosace

## Galerie

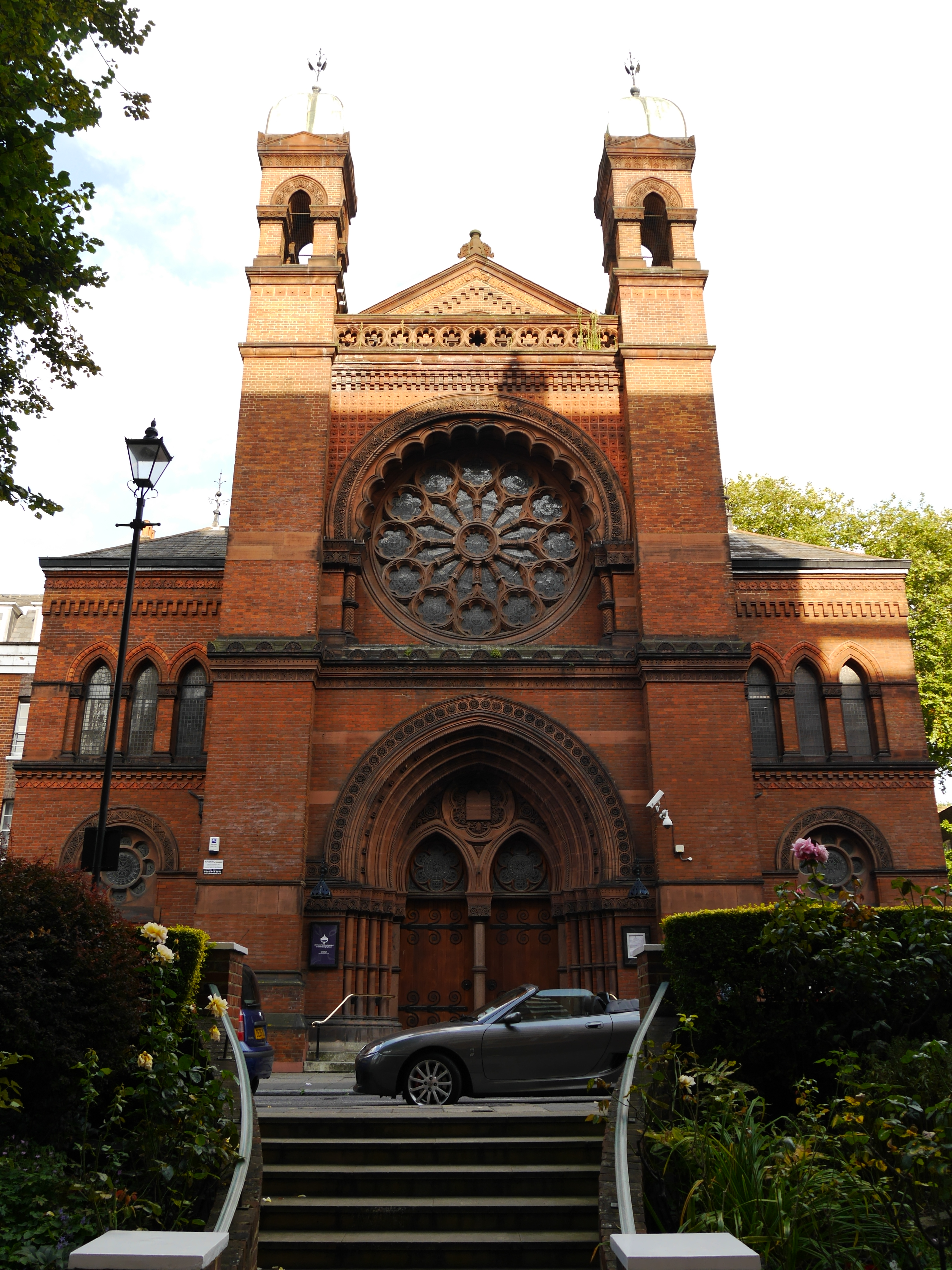
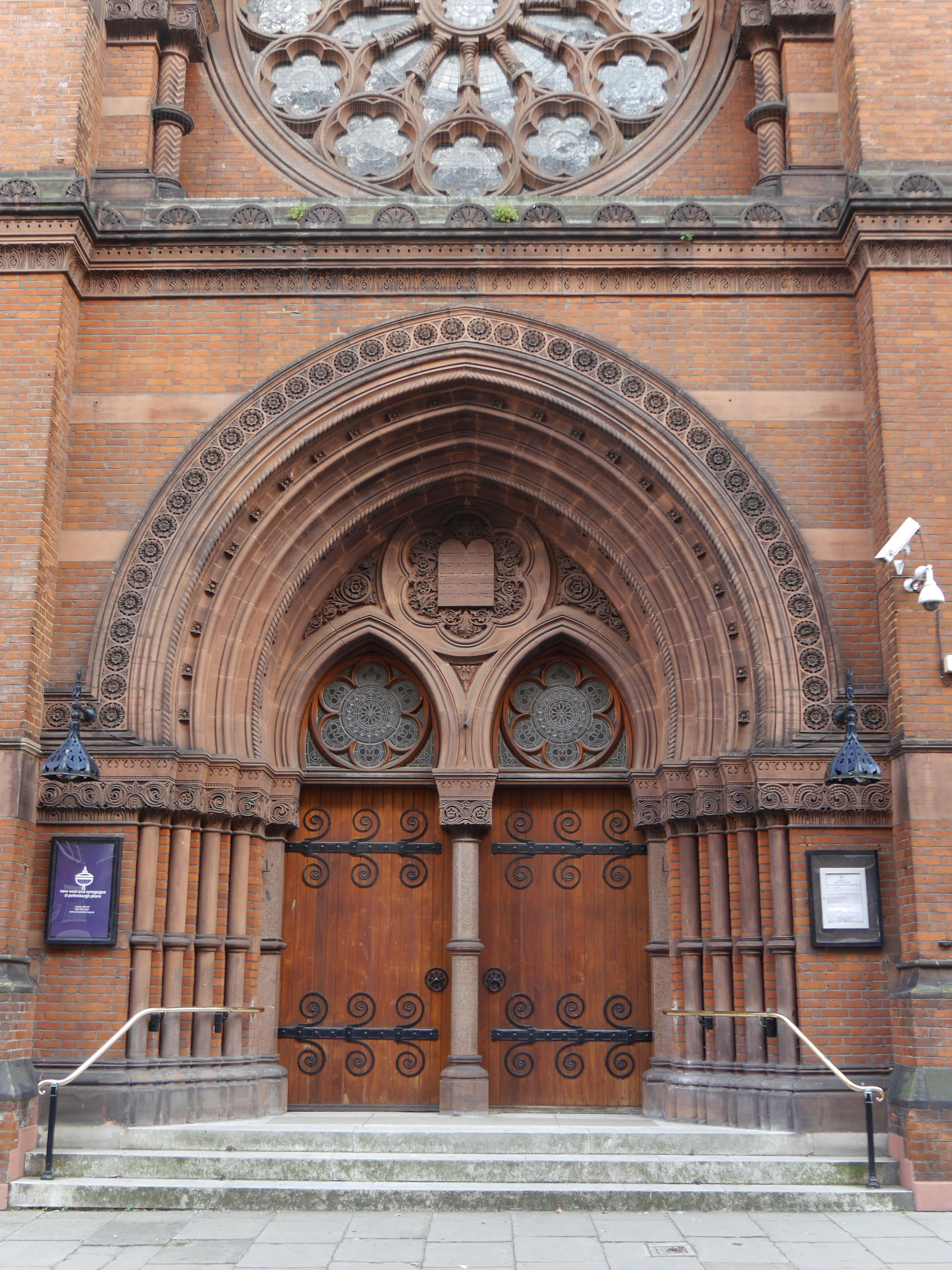
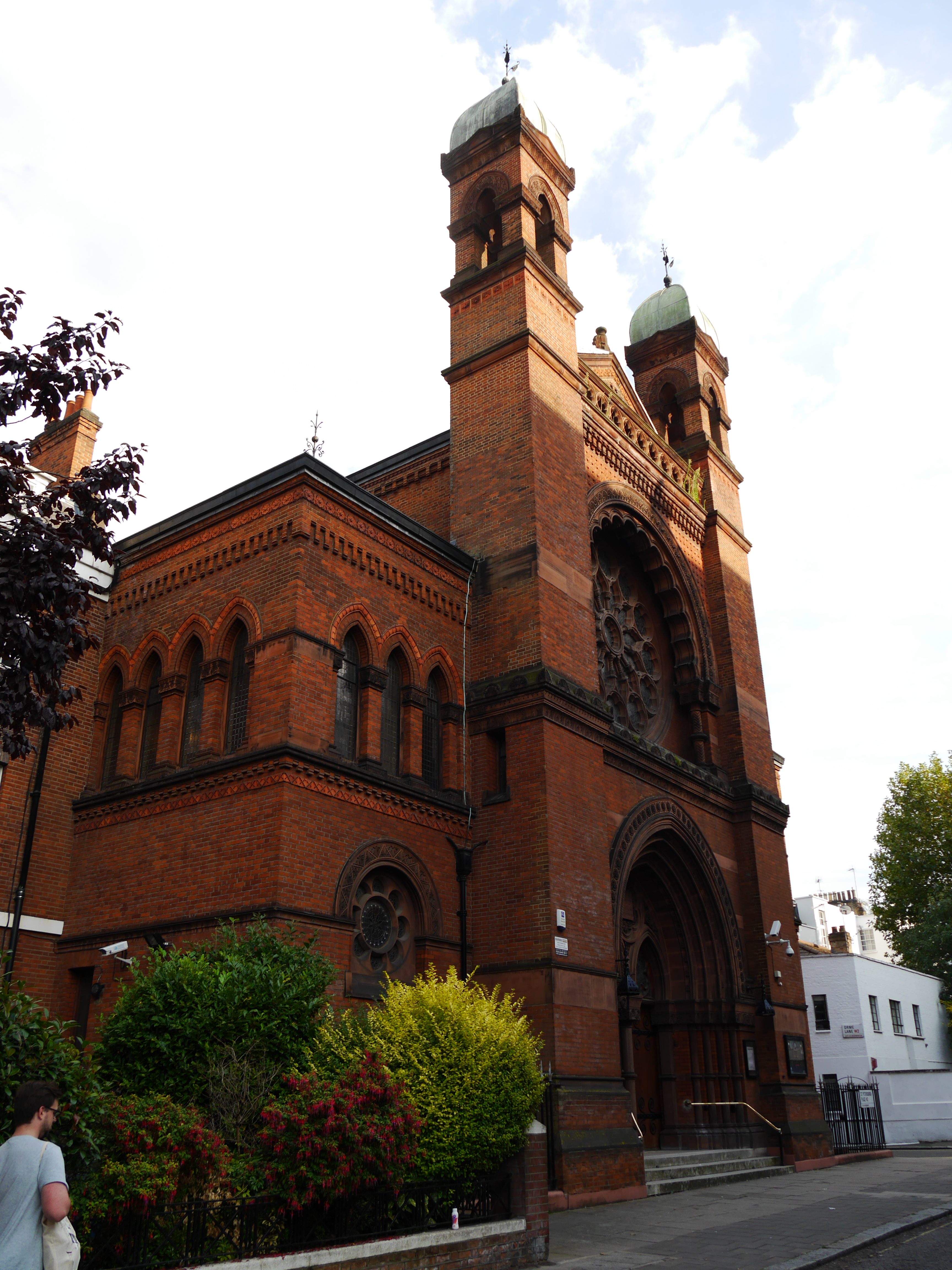
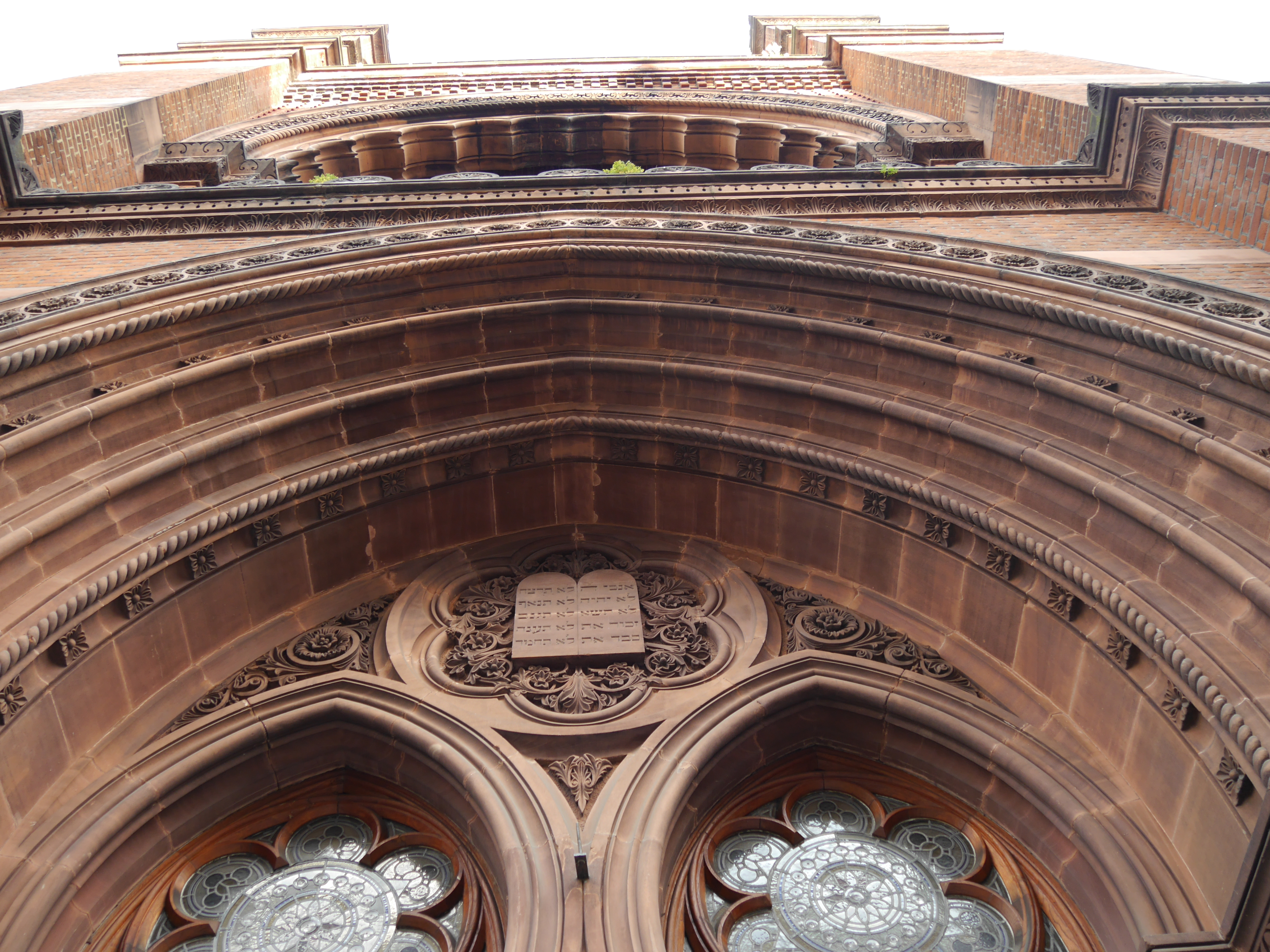
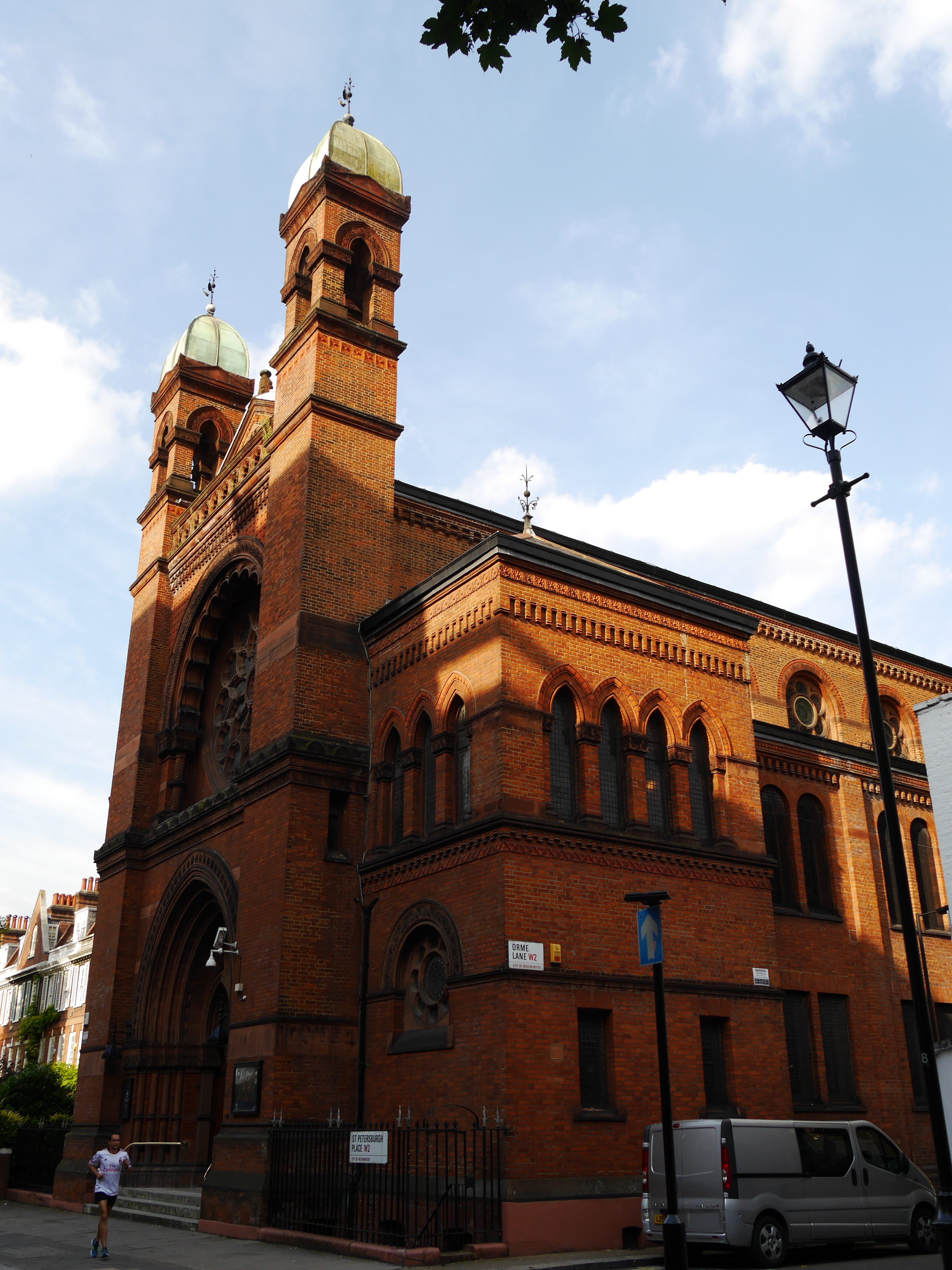
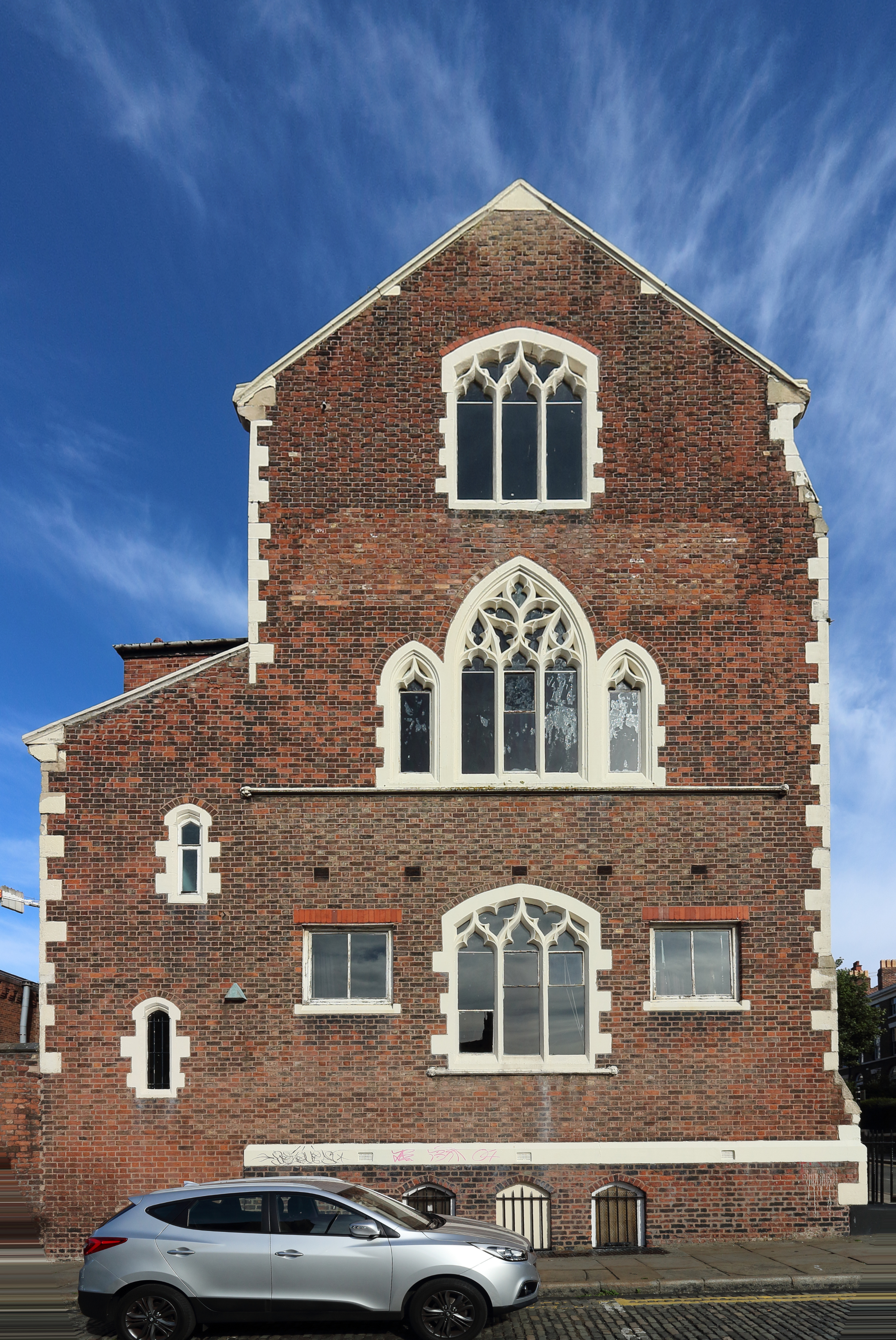